# Boris Milošić
Boris Milošić (?, ?) hrvatski je ronilac na dah, poznat po svojim izvanrednim postignućima u natjecateljskom ronjenju na dah, te kao instruktor po organizaciji SSI. Rođen 5. travnja 1996. godine u Zamsu, Austrija, Milošić se dokazao kao dobitnik medalja na svjetskim i europskim prvenstvima, te kao bivši svjetski rekorder. Istaknuo se u promociji ronjenja na dah u Hrvatskoj i svijetu. 

## Ronilačka karijera
Sa 16 godina sudjelovao je na međunarodnim prvenstvima, postavši najmlađa osoba u povijesti natjecateljskog slobodnog ronjenja koja je postigla zadržavanje daha od preko 6 minuta u prosincu 2012. Tri mjeseca kasnije postao je najmlađa osoba koja je prešla granicu od 150 metara u disciplini DYN s uronom od 160 metara.
Boris Milošić počeo je privlačiti pažnju u svijetu slobodnog ronjenja nakon što je postavio zapaženi AIDA svjetski rekord u kategoriji Dynamic No Fins (DYNB). Dvadeset trećeg veljače 2019. godine, plivao je 234 metra u Beogradu, postavivši prvi AIDA svjetski rekord u ovoj kategoriji. Ovo dostignuće nije bilo samo osobni uspjeh već i značajan događaj u povijesti natjecateljskog slobodnog ronjenja.
Milošić je također pokazao svoje sposobnosti na raznim međunarodnim natjecanjima. Na Europskom prvenstvu u Istanbulu 2019. godine osvojio je brončanu medalju plivanjem 228 metara u kategoriji DYNB. Njegov nastup učvrstio je njegov ugled kao jednog od vodećih natjecatelja u Europi.
Nastavljajući sa svojim uspjesima, Milošić je osvojio još jednu brončanu medalju na Svjetskom prvenstvu u Beogradu 15. lipnja 2022. Natječući se u kategoriji Static Apnea (STA), zabilježio je vrijeme od 8:03, pokazujući svoju svestranost i izdržljivost u različitim disciplinama slobodnog ronjenja.
Milošić napori kulminirali su izvanrednim dostignućem 1. ožujka 2020. godine, kada je postavio novi Guinnessov svjetski rekord za najdužu podvodnu šetnju s jednim dahom. Tijekom ovog rekordnog pokušaja, hodao je nevjerojatnih 96 metara pod vodom u Splitu, Hrvatska, nadmašivši prethodni rekord za 16 metara.

## Osobni rezultati
Boris Milošić je nastavio izvrsno i poboljšavati svoje rezultate u različitim disciplinama slobodnog ronjenja. Njegovi službeni najbolji osobni rezultati uključuju:
- Static Apnea (STA): 8:03, postignuto na Svjetskom prvenstvu u Beogradu 2022.
- Dynamic No Fins (DNF): 204 metra, postignuto na CMAS svjetskom prvenstvu u bazenima u Kuvajtu 2023.
- Dynamic Bifins (DYNB): 239 metara, postignuto na CMAS svjetskom prvenstvu u bazenima u Beogradu 2021.

- Dynamics (DYN): 271 metra, postignuto na Hrvatskom otvorenom kupu, 2024.

Ovi rezultati ne samo da demonstriraju njegove tehničke vještine i fizičke sposobnosti, već i njegovu stalnu posvećenost napretku u sportu i postavljanju novih standarda u slobodnom ronjenju.

## Poslovni pothvat
Osim svoje natjecateljske karijere, Boris Milošić je također suosnivač i vlasnik Freedive Experience, škole slobodnog ronjenja smještene u Splitu, Hrvatska, koja promiče slobodno ronjenje i obrazuje postojeće i buduće ronioce. Ovaj poduhvat odražava njegovu strast prema sportu i njegovu predanost širenju šireg razumijevanja tehnika i sigurnosti slobodnog ronjenja.